# Marskalk av Frankrike

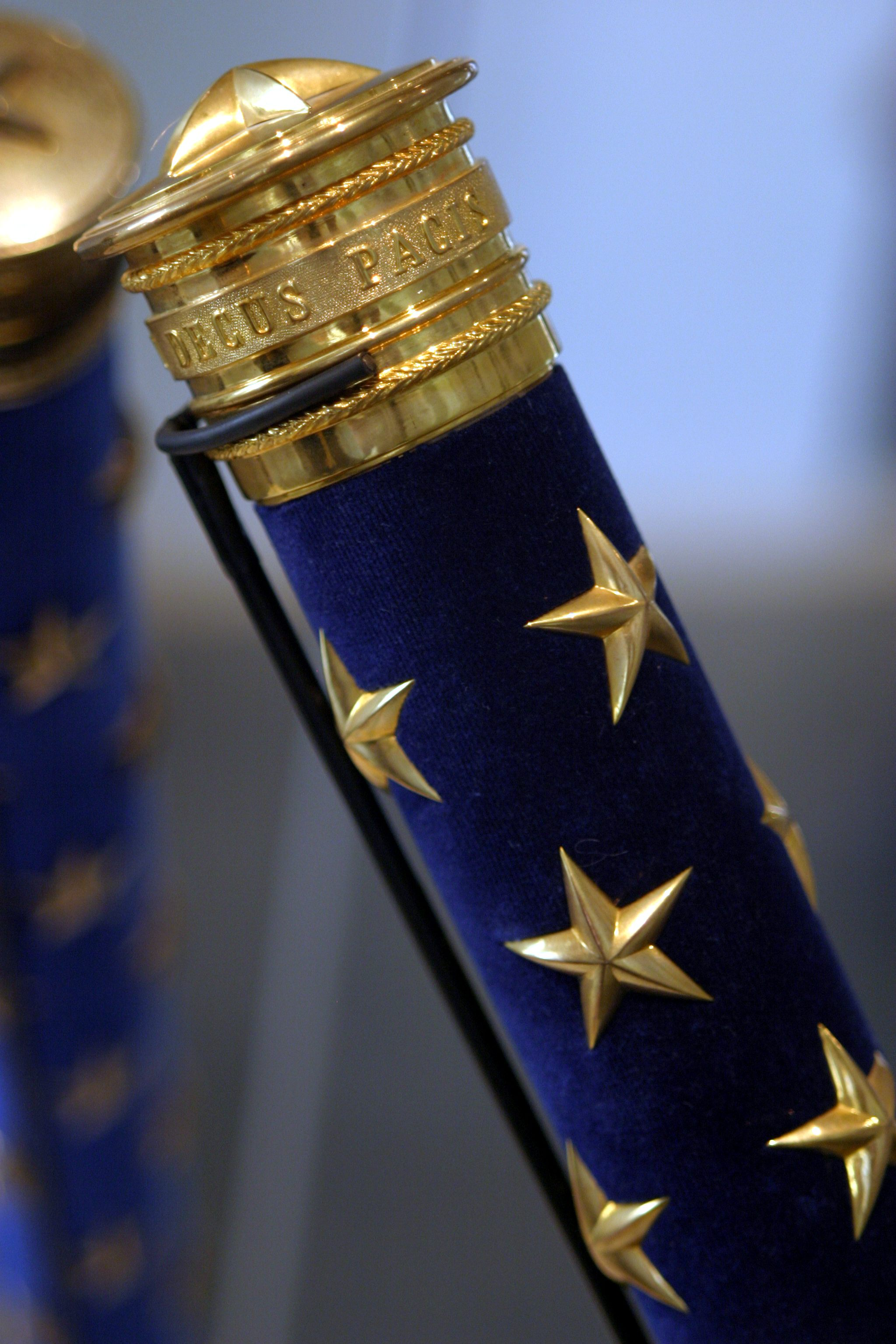
En modern fältmarskalksstav.

Marskalk av Frankrike (franska: maréchal de France) är den högsta militära utmärkelsen man kan få i Frankrike. Termen härstammar från titeln marskalk.
I Frankrike kallades i äldre tider konnetabelns närmaste man maréchal de l'host (härmarskalk) eller maréchal de camp (fältmarskalk). En maréchal de camp i konungens armé benämndes, till skillnad från sådana i andra feodalherrars tjänst, maréchal de France, (marskalk av Frankrike). Marskalkarna av Frankrike vilkas ämbeten ända till Frans I (1515–1547) var tillfälliga, men då började ges på livstid, har alltsedan konnetabelsämbetets avskaffande 1627 innehaft den högsta värdigheten inom franska armén, under det titeln maréchal de camp gavs åt generalspersoner med uppdrag att övervaka lägerslagning och truppernas logering. Denna grad låg mellan generallöjtnants och brigadgenerals. Den försvann vid revolutionen, återupplivades 1814 med brigadgenerals funktioner och fick 1848 vika för général de brigade. 
Marskalksvärdigheten upphävdes av revolutionen i början av 1790-talet, men återinfördes av Napoleon I 1804 (maréchal d’Empire). För erhållande av denna värdighet fordrades att ha vunnit ett slag eller intagit två fasta platser. 1814 återinfördes titeln maréchal de France. Antalet marskalkar av Frankrike har varit olika under olika tider. Napoleon I bestämde antalet till 16, en lag av 1839 till 6 i fredstid och högst 12 i krigstid. 
En omkring 30 cm lång, guld- och silverbeslagen sammetsklädd stav, marskalksstaven, är utmärkelsetecknet för denna höga värdighet.
Även i andra sammansättningar förekommer maréchal inom franska armen: maréchal des logis (sergeant), maréchal des logis chef (fanjunkare) och maréchal ferrant (hovslagare).

## Lista över marskalkar
| Namn                                                | Född resp avliden | Utnämnd | Bild |
| --------------------------------------------------- | ----------------- | ------- | ---- |
| Albéric Clément                                     | 1165–1191         | 1190    |      |
| Jean Le Maingre                                     | 1366–1421         | 1391    |      |
| Gilles de Retz                                      | 1404–1440         | 1429    |      |
| Charles I de Cossé                                  | 1505–1563         | 1550    |      |
| Artus de Cossé-Brissac                              | 1512–1582         | 1567    |      |
| Charles de Gontaut Biron                            | 1562–1602         | 1594    |      |
| Charles II de Cossé                                 | 1550–1621         |         |      |
| François de Bassompierre                            | 1579–1646         | 1622    |      |
| Turenne                                             | 1611–1675         | 1643    |      |
| François de Créquy                                  | 1625–1687         | 1668    |      |
| François-Henri de Montmorency                       | 1628–1695         | 1675    |      |
| Louis-François de Boufflers                         | 1644–1711         | 1693    |      |
| Nicolas de Catinat                                  | 1637–1712         | 1693    |      |
| Claude Louis Hector de Villars                      | 1653–1734         | 1702    |      |
| Sébastien Le Prestre de Vauban                      | 1633–1707         | 1703    |      |
| Camille d'Hostun, hertig av Tallard                 | 1652–1728         | 1703    |      |
| James FitzJames, hertig av Berwick                  | 1670–1734         | 1706    |      |
| François Marie de Broglie                           | 1671–1745         | 1734    |      |
| Charles Louis Auguste Fouquet, hertig de Belle-Isle | 1684–1761         | 1741    |      |
| Emmanuel de Croÿ                                    | 1718-1784         |         |      |
| Moritz, greve av Sachsen                            | 1696–1750         | 1743    |      |
| Victor François de Broglie                          | 1718–1804         | 1759    |      |
| Nicolas Luckner                                     | 1722–1794         | 1791    |      |

| Namn                                   | Född resp avliden | Utnämnd | Bild |
| -------------------------------------- | ----------------- | ------- | ---- |
| Louis Alexandre Berthier               | 1753–1815         | 1804    |      |
| Joachim Murat                          | 1767–1815         | 1804    |      |
| Bon Adrien Jeannot de Moncey           | 1754–1842         | 1804    |      |
| Jean-Baptiste Jourdan                  | 1762–1833         | 1804    |      |
| André Masséna                          | 1758–1817         | 1804    |      |
| Pierre Augereau                        | 1757–1816         | 1804    |      |
| Jean Baptiste Bernadotte               | 1763–1844         | 1804    |      |
| Guillaume Brune                        | 1763–1815         | 1804    |      |
| Nicolas Jean-de-Dieu Soult             | 1769–1851         | 1804    |      |
| Jean Lannes                            | 1769–1809         | 1804    |      |
| Édouard Adolphe Casimir Joseph Mortier | 1768–1835         | 1804    |      |
| Michel Ney                             | 1769–1815         | 1804    |      |
| Louis Nicolas Davout                   | 1770–1823         | 1804    |      |
| Jean-Baptiste Bessières                | 1768–1813         | 1804    |      |
| François Christophe Kellermann         | 1735–1820         | 1804    |      |
| François Joseph Lefebvre               | 1755–1820         | 1804    |      |
| Catherine-Dominique de Pérignon        | 1754–1818         | 1804    |      |
| Jean Mathieu Philibert Sérurier        | 1742–1819         | 1804    |      |
| Claude Victor                          | 1764–1841         | 1807    |      |
| Jacques MacDonald                      | 1765–1840         | 1809    |      |
| Nicolas Charles Oudinot                | 1767–1847         | 1809    |      |
| Auguste de Marmont                     | 1774–1852         | 1809    |      |
| Louis Gabriel Suchet                   | 1770–1826         | 1811    |      |
| Laurent Gouvion Saint-Cyr              | 1764–1830         | 1812    |      |
| Józef Antoni Poniatowski               | 1763–1813         | 1813    |      |
| Emmanuel Grouchy                       | 1766–1847         | 1815    |      |

| Namn                                         | Född reps avliden | Utnämnd | Bild |
| -------------------------------------------- | ----------------- | ------- | ---- |
| Henri Jacques Guillaume Clarke               | 1765–1818         | 1816    |      |
| Louis-Auguste-Victor de Ghaisnes de Bourmont | 1773–1846         | 1830    |      |

| Namn                                   | Född resp avliden | utnämnd | Bild |
| -------------------------------------- | ----------------- | ------- | ---- |
| Bertrand Clausel                       | 1772–1842         | 1831    |      |
| Horace Sébastiani                      | 1772–1851         | 1840    |      |
| Thomas Robert Bugeaud de la Piconnerie | 1784–1849         | 1843    |      |
| Honoré Charles Reille                  | 1775–1860         | 1847    |      |

| Namn                          | Född resp avliden | Utnämnd | Bild |
| ----------------------------- | ----------------- | ------- | ---- |
| Jérôme Bonaparte              | 1784–1860         | 1850    |      |
| Jacques Leroy de Saint Arnaud | 1801–1854         | 1852    |      |

| Namn                        | Född resp avliden | Utnämnd | Bild |
| --------------------------- | ----------------- | ------- | ---- |
| Achille Baraguey d’Hilliers | 1795–1878         | 1854    |      |
| François Certain Canrobert  | 1809–1895         | 1856    |      |
| Pierre Bosquet              | 1810–1861         | 1856    |      |
| Patrice de Mac-Mahon        | 1808–1893         | 1859    |      |
| François Achille Bazaine    | 1811–1888         | 1864    |      |

| Namn                     | Född resp avliden | Utnämnd        | Bild |
| ------------------------ | ----------------- | -------------- | ---- |
| Joseph Joffre            | 1852–1931         | 1916           |      |
| Ferdinand Foch           | 1851–1929         | 1918           |      |
| Philippe Pétain          | 1856–1951         | 1918           |      |
| Joseph Gallieni          | 1849–1916         | 1921 (postumt) |      |
| Louis Franchet d'Espérey | 1856–1942         | 1921           |      |

| Namn                       | Född resp avliden | Utnämnd        | Bild |
| -------------------------- | ----------------- | -------------- | ---- |
| Jean de Lattre de Tassigny | 1889–1952         | 1952 (postumt) |      |
| Philippe Leclerc           | 1902–1947         | 1952 (postumt) |      |
| Alphonse Juin              | 1888–1967         | 1952           |      |